# Echiuroidicola cicatricosa
Echiuroidicola cicatricosa is een slakkensoort uit de familie van de Eulimidae. De wetenschappelijke naam van de soort is voor het eerst geldig gepubliceerd in 1980 door Warén.